# منطقه رونگچانگ
منطقه رونگچانگ (به چینی: 荣昌区، به پین‌یین: Róngchāng Qū) یک منطقهٔ شهرداری تابع شهر چونگ‌چینگ، در جمهوری خلق چین است. منطقه رونگچانگ ۱٬۰۷۹ کیلومتر مربع مساحت و ۶۶۱٬۳۰۰ نفر جمعیت دارد.